# Тихич, Сулейман
Сулейман Тихич (босн. Sulejman Tihić; 26 ноября 1951, Шамац, Народная Республика Босния и Герцеговина, ФНРЮ — 25 сентября 2014, Сараево, Босния и Герцеговина) — боснийский государственный деятель, председатель Президиума Боснии и Герцеговины (2004 и 2006).

## Биография
Родился 26 ноября 1951 года в городе Босански-Шамац на севере Боснии. В 1975 году получил степень в Сараевской школе права. Тихич вернулся в Босански-Шамац, где работал судьей, прокурором и адвокатом.
Окончил юридический факультет Сараевского университета.
- В 1975—1983 годах работал судьей и прокурором в Шамаце.
- В 1983—1992 годах — адвокат.
- В 1990 году выступил одним из членов-учредителей боснийской Партии демократического действия (ПДД), президент муниципального совета в Шамаце и член ЦК ПДД.
- май—август 1992 года — находился в плену у сербских повстанцев.
- В 1994—1996 годах — глава консульского отдела посольства Республики Боснии и Герцеговины в Федеративной Республики Германии.
- В 1996—1999 годах — министр-советник в консульском отделе Министерства иностранных дел Боснии и Герцеговины.

С 1996 по 2000 год был депутатом в Национальном Собрании Республики Сербской, в 2000—2002 годах — вице-президент Национального Собрания Республики Сербской; в 2001 году был назначен членом комиссии Национального Собрания Республики Сербской конституционным вопросам.
На третьем съезде Партии демократического действия, состоявшемся в октябре 2001 года, был избран её президентом, став преемником Алии Изетбеговича. На всеобщих выборах в Боснии и Герцеговине в 2002 году, был избран членом Президиума Боснии и Герцеговины от боснийцев, находясь на этой должности до 2006 года.
В 2004 и 2006 годах избирался председателем Президиума Боснии и Герцеговины.
С марта 2007 года являлся членом Палаты народов Парламентской Скупщины Боснии и Герцеговины.

## Боснийская война
Когда в апреле 1992 года началась боснийская война, Тихич был захвачен сербскими солдатами и подвергался пыткам в трёх концентрационных лагерях в Боснии, в Босански-Шамаце, Брчко и лагере Баткович в Биелине, а затем был доставлен на вертолёте в район Батайница в Белграде в Сербии. Позже его также пытали в тюрьме в Сремска-Митровице.

## Болезнь и смерть
В январе 2008 года в Любляне, Словения, Тихичу удалили опухоль толстой кишки. 30 сентября 2013 года было объявлено, что у Тихича диагностировали рак. Он прошёл хирургическое лечение в Германии 4 октября 2013 года, врачи выразили удовлетворение его выздоровлением. 22 августа 2014 года он был госпитализирован в Клинический центр Сараевского университета и скончался там 25 сентября 2014 года в возрасте 62 лет. Тихич был похоронен на кладбище Белой мечети в его родном городе Босански-Шамац два дня спустя, 27 сентября.